# Liste der Stolpersteine in Bamberg
Diese Liste der Stolpersteine in Bamberg enthält die Stolpersteine, die im Rahmen des gleichnamigen Projekts von Gunter Demnig in Bamberg verlegt wurden. Mit ihnen soll Opfern des Nationalsozialismus gedacht werden, die in Bamberg lebten und wirkten.
Die 10 cm × 10 cm × 10 cm großen Betonquader mit Messingtafel sind in den Bürgersteig vor jenen Häusern eingelassen, in denen die Opfer einmal zu Hause waren. Die Inschrift der Tafel gibt Auskunft über ihren Namen, ihr Alter und ihr Schicksal. Die Stolpersteine sollen dem Vergessen der Opfer der nationalsozialistischen Gewaltherrschaft entgegenwirken.

## Liste der Stolpersteine
| Adresse                                 | Name                               | Inschrift | Verlegedatum  | Bild | Anmerkung |
| --------------------------------------- | ---------------------------------- | --- | ------------- | ---- | --------- |
| Amalienstraße 18                        | Emanuel Wiesenfelder               | Hier wohnte Emanuel Wiesenfelder Jg. 1874 Zwangsschließung des Geschäfts verarmt/gedemütigt tot an den Folgen einer Operation 3.4.1941                                       | 2. Mai 2018   |      |           |
| Amalienstraße 18                        | Berta Wiesenfelder                 | Hier wohnte Berta Wiesenfelder geb. Späth Jg. 1882 deportiert 1941 Riga ermordet                                                                                             | 2. Mai 2018   |      |           |
| Amalienstraße 18                        | Helene Wiesenfelder                | Hier wohnte Helene Wiesenfelder Jg. 1907 Flucht 1938 USA | 2. Mai 2018   |      |           |
| Amalienstraße 18                        | Karl Wiesenfelder                  | Hier wohnte Karl Wiesenfelder Jg. 1912 Flucht 1935 Palästina | 2. Mai 2018   |      |           |
| Amalienstraße 18                        | Ilse Wiesenfelder                  | Hier wohnte Ilse Wiesenfelder Jg. 1916 Flucht 1938 USA | 2. Mai 2018   |      |           |
| Austraße 14 (Lage)                      | Wilhelm Hess                       | Hier wohnte Wilhelm Hess Jg. 1881 deportiert 1941 Riga ermordet |               |      |           |
| Austraße 14 (Lage)                      | Arthur Hess                        | Hier wohnte Arthur Hess Jg. 1911 deportiert 1941 Riga ermordet |               |      |           |
| Austraße 14 (Lage)                      | Elsa Hess                          | Hier wohnte Elsa Hess geb. Leopold Jg. 1881 deportiert 1941 Riga ermordet |               |      |           |
| Austraße 21 (Lage)                      | Adolf Forchheimer                  | Hier wohnte Adolf Forchheimer Jg. 1884 „Schutzhaft“ 1938 Dachau deportiert 1941 Riga ermordet                                                                                |               |      |           |
| Austraße 21 (Lage)                      | Rosa Forchheimer                   | Hier wohnte Rosa Forchheimer geb. Michels Jg. 1886 deportiert 1941 Riga ermordet                                                                                             |               |      |           |
| Austraße 23                             | Flora Kahn                         | Hier wohnte Flora Kahn geb. Himmelreich Jg. 1878 deportiert 1941 Riga ermordet                                                                                               |               |      |           |
| Austraße 23                             | Selma Breslauer, geb. Kahn         | Hier wohnte Selma Breslauer geb. Kahn Jg. 1910 verzogen 1937 Hamburg deportiert 1941 Minsk ermordet                                                                          |               |      |           |
| Austraße 23                             | Else Pottlitzer, geb. Kahn         | Hier wohnte Else Pottlitzer geb. Kahn Jg. 1905 verzogen 1937 Hamburg 1941 Berlin deportiert 1942 Riga ermordet                                                               |               |      |           |
| Austraße 23                             | Johanna Dames                      | Hier wohnte Johanna Dames geb. Rogozinski Jg. 1887 Flucht 1939 Italien interniert Fossoli di Carpi deportiert 1944 ermordet in Auschwitz                                     |               |      |           |
| Austraße 23                             | Samuel Dames                       | Hier wohnte Samuel Dames Jg. 1880 Flucht 1939 Italien interniert Fossoli di Carpi deportiert 1944 Auschwitz ermordet 10.4.1944                                               |               |      |           |
| Austraße 23                             | Isidor Reichmannsdorfer            | Hier wohnte Isidor Reichmannsdorfer Jg. 1884 deportiert 1941 Riga ermordet                                                                                                   |               |      |           |
| Austraße 23                             | Esther Kohn                        | Hier lebte Esther Kohn Jg. 1900 deportiert 1941 Riga ermordet |               |      |           |
| Dominikanerstraße 10                    | Meta Brandes                       | Hier wohnte Meta Brandes Jg. 1875 deportiert 1942 Theresienstadt ermordet 13.5.1943                                                                                          |               |      |           |
| Eckbertstraße 41                        | Elsbeth Neisser                    | Hier wohnte Elsbeth Neisser geb. Silberstein Jg. 1867 deportiert 1942 Theresienstadt ermordet 19.9.1942                                                                      |               |      |           |
| Erlichstraße 52                         | Hans Schütz                        | Hans Schütz Jg. 1895 erstochen von SA 23.6.1934 in Bamberg |               |      |           |
| Franz-Ludwig-Straße 15                  | Selma Elisabeth Graf               | Hier wohnte Dr. Selma Graf geb. Reichhold Jg. 1887 verhaftet Juli 1938 Zuchthaus Aichach ermordet 31.12.1942 Auschwitz                                                       |               |      |           |
| Franz-Ludwig-Straße 24 (Lage)           | Leopold Lindner                    | Hier wohnte Leopold Lindner Jg. 1902 eingewiesen 1937 Heilanstalt St. Getreu Heilanstalt Eglfing/Haar ’verlegt’ 1940 Hartheim/Linz ermordet 1940                             |               |      |           |
| Franz-Ludwig-Straße 26 (Lage)           | Hugo Marx                          | Hier wohnte Hugo Marx Jg. 1877 deportiert 1942 Izbica ermordet | 25. Apr. 2013 |      |           |
| Franz-Ludwig-Straße 26 (Lage)           | Anna Marx                          | Hier wohnte Anna Marx geb. Kronacher Jg. 1882 deportiert 1942 Izbica ermordet                                                                                                | 25. Apr. 2013 |      |           |
| Franz-Ludwig-Straße 26 (Lage)           | Leopold Hessberg                   | Hier wohnte Leopold Hessberg Jg. 1874 deportiert 1942 Riga für tot erklärt                                                                                                   |               |      |           |
| Franz-Ludwig-Straße 26 (Lage)           | Emma Hessberg                      | Hier wohnte Emma Hessberg geb. Rotbarsch Jg. 1878 deportiert 1942 Riga für tot erklärt                                                                                       |               |      |           |
| Franz-Ludwig-Straße 26 (Lage)           | Max Hessberg                       | Hier wohnte Max Hessberg Jg. 1903 deportiert Majdanek ermordet 23.12.1943 |               |      |           |
| Friedrichstraße 6 (Lage)                | Frieda Rehbock                     | Hier wohnte Frieda Rehbock geb. Gütermann Jg. 1883 deportiert 1941 Riga ermordet                                                                                             | 29. Mai 2015  |      |           |
| Friedrichstraße 7 (Lage)                | Selmar Bütow                       | Hier wohnte Selmar Bütow Jg. 1884 deportiert 1941 Riga ermordet |               |      |           |
| Friedrichstraße 7 (Lage)                | Frida Bütow                        | Hier wohnte Frida Bütow geb. Jacobsohn Jg. 1891 deportiert 1941 Riga ermordet                                                                                                |               |      |           |
| Friedrichstraße 7 (Lage)                | Josef Hessberg                     | Hier wohnte Josef Hessberg Jg. 1870 deportiert 1941 Riga ermordet |               |      |           |
| Friedrichstraße 7 (Lage)                | Margarethe Hessberg                | Hier wohnte Margarethe Hessberg geb. Herz Jg. 1881 deportiert 1941 Riga ermordet                                                                                             |               |      |           |
| Gangolfsplatz 4                         | Max Gunzenhäuser                   | Hier wohnte Max Gunzenhäuser Jg. 1922 deportiert 1941 Riga ermordet 1944 Stutthof                                                                                            |               |      |           |
| Gangolfsplatz 4                         | Walter Gunzenhäuser                | Hier wohnte Walter Gunzenhäuser Jg. 1924 deportiert 1941 Riga ermordet 1944 Stutthof                                                                                         |               |      |           |
| Gangolfsplatz 4                         | Ruth Gunzenhäuser                  | Hier wohnte Ruth Gunzenhäuser Jg. 1928 deportiert 1941 Riga ermordet |               |      |           |
| Generalsgasse 2 (Lage)                  | Johanna Grollmann                  | Hier wohnte Johanna Grollmann Jg. 1892 deportiert Richtung Osten ??? |               |      |           |
| Generalsgasse 2 (Lage)                  | Fanny Grollmann                    | Hier wohnte Fanny Grollmann geb. Rosenstrauss Jg. 1864 deportiert Theresienstadt tot 8.12.1942                                                                               |               |      |           |
| Grüner Markt 7 (Lage)                   | Meta Obermeier                     | Hier wohnte Meta Obermeier geb. Nathansohn Jg. 1872 deportiert 1942 Theresienstadt ermordet 24.9.1942                                                                        | 12. Sep. 2013 |      |           |
| Grüner Markt 7 (Lage)                   | Norbert Berg                       | Hier wohnte Norbert Berg Jg. 1895 Zwangsarbeit 1940 Tiefbauamt Bamberg deportiert 1941 Riga ermordet                                                                         | 12. Sep. 2013 |      |           |
| Grüner Markt 26 (Lage)                  | Karoline Liebermann                | Hier wohnte Karoline Liebermann Jg. 1884 deportiert 1941 Riga ermordet | 12. Sep. 2013 |      |           |
| Grüner Markt 31 (Lage)                  | Bella Abraham                      | Hier wohnte Bella Abraham geb. Löwi Jg. 1884 unfreiwillig verzogen 1939 Berlin deportiert 1942 ermordet in Majdanek                                                          | 12. Sep. 2013 |      |           |
| Habergasse 1 (Lage)                     | Isidor Reichmannsdorfer,           | Hier wohnte Isidor Reichmannsdorfer Jg. 1867 deportiert 1942 Theresienstadt ermordet 23.1.1943                                                                               |               |      |           |
| Habergasse 1 (Lage)                     | Ilse Lipp                          | Hier wohnte Ilse Lipp Jg. 1867 deportiert 1941 Riga ermordet |               |      |           |
| Habergasse 1 (Lage)                     | Mathilde Lipp                      | Hier wohnte Mathilde Lipp geb. Reichmannsdorfer Jg. 1897 deportiert 1941 Riga ermordet                                                                                       |               |      |           |
| Hainstraße 4                            | Ella Kellermann                    | Hier wohnte Ella Kellermann geb. Dessauer Jg. 1887 deportiert Richtung Osten für tot erklärt                                                                                 |               |      |           |
| Hainstraße 4                            | Max Kellermann                     | Hier wohnte Dr. Max Kellermann Jg. 1874 deportiert Richtung Osten für tot erklärt                                                                                            |               |      |           |
| Hainstraße 4                            | Rudi Kellermann                    | Hier wohnte Rudi Kellermann Jg. 1911 deportiert Richtung Osten für tot erklärt                                                                                               |               |      |           |
| Hainstraße 4a                           | Anna Fischel                       | Hier wohnte Anna Fischel geb. Süssenguth Jg. 1890 deportiert 1941 Riga ermordet                                                                                              |               |      |           |
| Hainstraße 4a                           | Lilly Pretzfelder                  | Hier wohnte Lilly Pretzfelder geb. Süssenguth Jg. 1882 deportiert 1941 Riga ermordet                                                                                         |               |      |           |
| Hainstraße 4a                           | Max Pretzfelder                    | Hier wohnte Max Pretzfelder Jg. 1876 deportiert 1941 Riga ermordet |               |      |           |
| Hainstraße 7                            | Alice Bauchwitz                    | Hier wohnte Alice Bauchwitz geb. Ehrlich Jg. 1888 deportiert 1942 Theresienstadt ermordet 1944 in Auschwitz                                                                  |               |      |           |
| Hainstraße 7                            | Siegmund Bauchwitz                 | Hier wohnte Dr. Siegmund Bauchwitz Jg. 1876 deportiert 1942 Theresienstadt ermordet 1944 in Auschwitz                                                                        |               |      |           |
| Hainstraße 9                            | David Herrmann                     | Hier wohnte David Herrmann Jg. 1864 Flucht 1940 Bolivien MS Orazio Feuer an Bord tot 21.1.1940                                                                               |               |      |           |
| Hainstraße 9                            | Helene Herrmann                    | Hier wohnte Helene Herrmann Jg. 1858 geb. Herrmann Flucht 1940 Bolivien MS Orazio Feuer an Bord tot 21.1.1940                                                                |               |      |           |
| Hainstraße 14                           | Anna Engelmann                     | Hier wohnte Anna Engelmann geb. Sack Jg. 1869 gedemütigt/entrechtet Flucht in den Tod 14.11.1938                                                                             |               |      |           |
| Hauptwachstraße 14 (Lage)               | Rosa Brückmann                     | Hier wohnte Rosa Brückmann Jg. 1869 deportiert 1942 Theresienstadt ermordet in Treblinka                                                                                     | 12. Sep. 2013 |      |           |
| Hauptwachstraße 14 (Lage)               | Fanny Brückmann                    | Hier wohnte Fanny Brückmann Jg. 1875 deportiert 1942 Theresienstadt ermordet in Treblinka                                                                                    | 12. Sep. 2013 |      |           |
| Hauptwachstraße 14 (Lage)               | Heinrich Hahn                      | Hier wohnte Heinrich Hahn Jg. 1884 deportiert 1941 Riga ermordet 4.11.1943                                                                                                   | 12. Sep. 2013 |      |           |
| Hauptwachstraße 14 (Lage)               | Martin Hahn                        | Hier wohnte Martin Hahn Jg. 1919 Flucht 1939 Holland interniert Westerbork deportiert 1941 Mauthausen ermordet 12.2.1941                                                     | 12. Sep. 2013 |      |           |
| Hauptwachstraße 14 (Lage)               | Martha Hahn                        | Hier wohnte Martha Hahn geb. Reus Jg. 1889 deportiert 1941 Riga ermordet | 12. Sep. 2013 |      |           |
| Herzog-Max-Straße 1                     | Sidonie Freudenberger              | Hier wohnte Sidonie Freudenberger geb. Neuburger Jg. 1879 deportiert 1942 Theresienstadt ermordet 7.9.1943                                                                   | 4. Nov. 2016  |      |           |
| Herzog-Max-Straße 1                     | Karl Freudenberger                 | Hier wohnte Karl Freudenberger Jg. 1868 deportiert 1942 Theresienstadt ermordet 12.3.1943                                                                                    | 4. Nov. 2016  |      |           |
| Herzog-Max-Straße 1                     | Erna Freudenberger                 | Hier wohnte Erna Freudenberger verh. Nussbaum Jg. 1901 Flucht 1939 England                                                                                                   | 4. Nov. 2016  |      |           |
| Herzog-Max-Straße 3                     | Louise Mosbacher                   | Hier wohnte Luise Mosbacher geb. Kamm Jg. 1876 deportiert 1942 Krasnystaw ermordet                                                                                           | 4. Nov. 2016  |      |           |
| Herzog-Max-Straße 3                     | Ludwig Mosbacher                   | Hier wohnte Ludwig Mosbacher Jg. 1874 „Schutzhaft“ 1938 Gefängnis Bamberg deportiert 1942 Krasnystaw ermordet                                                                | 4. Nov. 2016  |      |           |
| Herzog-Max-Straße 3                     | Kurt Mosbacher                     | Hier wohnte Kurt Mosbacher Jg. 1907 „Schutzhaft“ 1938 Gefängnis Bamberg deportiert 1942 Krasnystaw ermordet                                                                  | 4. Nov. 2016  |      |           |
| Herzog-Max-Straße 3                     | Max Ehrlich                        | Hier wohnte Max Ehrlich Jg. 1880 „Schutzhaft“ 1938 Dachau deportiert 1942 Izbica ermordet in Auschwitz                                                                       |               |      |           |
| Herzog-Max-Straße 3                     | Lina Ehrlich                       | Hier wohnte Lina Ehrlich geb. Stein Jg. 1888 deportiert 1942 Izbica ermordet in Auschwitz                                                                                    |               |      |           |
| Herzog-Max-Straße 13                    | Leo Ansbacher                      | Hier wohnte Leo Ansbacher Jg. 1887 „Schutzhaft“ 1938 Dachau deportiert 1941 Riga ermordet                                                                                    |               |      |           |
| Herzog-Max-Straße 13                    | Rosa Ansbacher                     | Hier wohnte Rosa Ansbacher geb. Hofmann Jg. 1890 deportiert 1941 Riga ermordet                                                                                               |               |      |           |
| Herzog-Max-Straße 13                    | Jakob Ansbacher                    | Hier wohnte Jakob Ansbacher Jg. 1923 Nov. 1936 Zwangsbesuch ‘Jüdische Sonderklasse’ deportiert 1941 Riga ermordet                                                            |               |      |           |
| Herzog-Max-Straße 16                    | Berta Brandes                      | Hier wohnte Bertha Brandes geb. Herzstein Jg. 1886 deportiert 1941 Riga ermordet                                                                                             | 25. Apr. 2013 |      |           |
| Herzog-Max-Straße 16                    | Sally Brandes                      | Hier wohnte Sally Brandes Jg. 1882 Zwangsarbeit 1940 Tiefbauamt Stadt Bamberg deportiert 1941 Riga ermordet                                                                  | 25. Apr. 2013 |      |           |
| Jakobsplatz 7                           | Karl Freiherr von Thüngen          | Hier wohnte Karl Freiherr von Thüngen Jg. 1893 im Widerstand verhaftet 1944 Gefängnis Brandenburg erschossen 24.10.1944                                                      |               |      |           |
| Josephstraße 2                          | Jeanette Wiesenfelder              | Hier wohnte Jeanette Wiesenfelder geb. Laubheimer Jg. 1877 deportiert 1942 Theresienstadt ermordet 24.9.1942                                                                 |               |      |           |
| Josephstraße 2                          | Martin Wiesenfelder                | Hier wohnte Martin Wiesenfelder Jg. 1908 inhaftiert Dachau/Buchenwald Fluchtversuch mit der St. Louis interniert Drancy deportiert 1942 ermordet in Auschwitz                |               |      |           |
| Josephstraße 23                         | Peter Burgis                       | Hier wohnte Peter Burgis Jg. 1902 eingewiesen 1925 Heilanstalt St. Getreu ‘verlegt’ 6.10.1941 Heilanstalt Erlangen tot 7.11.1941                                             |               |      |           |
| Judenstraße 14                          | Mina Barthel                       | Hier wohnte Mina Barthel geb. Dresner Jg. 1871 deportiert 1941 Riga ermordet                                                                                                 | 21. Dez. 2013 |      |           |
| Kapuzinerstraße 27                      | Max Hirnheimer                     | Hier wohnte Max Hirnheimer Jg. 1861 unfreiwillig verzogen 1937 Berlin Flucht 1937 Holland tot 31.5.1938 Oss                                                                  | 9. März 2022  |      |           |
| Kapuzinerstraße 27                      | Gitta Hirnheimer                   | Hier wohnte Gitta Hirnheimer geb. Hirnheimer Jg. 1862 unfreiwillig verzogen 1937 Berlin Flucht 1937 Holland interniert Westerbork deportiert 1943 Sobibor ermordet 2.7.1943  | 9. März 2022  |      |           |
| Kapuzinerstraße 27                      | Estrea Hirnheimer                  | Hier wohnte Estrea Hirnheimer Jg. 1897 unfreiwillig verzogen 1937 Berlin Flucht 1937 Holland interniert Westerbork deportiert 1944 Auschwitz ermordet 14.10.1944             | 9. März 2022  |      |           |
| Kapuzinerstraße 27                      | Josef Hirnheimer                   | Hier wohnte Josef Hirnheimer Jg. 1904 Flucht 1938 Tschechoslowakei Holland im Widerstand interniert Westerbork deportiert 1943 Sobibor ermordet 7.5.1943                     | 9. März 2022  |      |           |
| Kapuzinerstraße 29                      | Luitpold Dornfest                  | Hier lernte Luitpold Dornfest Jg. 1915 deportiert 1942 Theresienstadt ermordet 17.12.1942                                                                                    |               |      |           |
| Keßlerstraße 6A                         | Leopold Adler                      | Hier wohnte Leopold Adler Jg. 1877 „Schutzhaft“ 1938 Gefängnis Bamberg deportiert 1941 Riga ermordet                                                                         | 9. März 2022  |      |           |
|                                         | Martin Adler                       | Hier wohnte Martin Adler Jg. 1915 Flucht 1937 USA | 9. März 2022  |      |           |
|                                         | Selma Adler                        | Hier wohnte Selma Adler geb. Weissmann Jg. 1890 deportiert 1941 Riga ermordet                                                                                                | 9. März 2022  |      |           |
| Keßlerstraße 18                         | Eleonore Schapiro                  | Hier wohnte Eleonore Schapiro geb. Hahn Jg. 1896 deportiert 1941 Richtung Osten für tot erklärt                                                                              |               |      |           |
| Keßlerstraße 18                         | Julius Schapiro                    | Hier wohnte Kantor Julius Schapiro Jg. 1895 verhaftet KZ Buchenwald tot 1945                                                                                                 |               |      |           |
| Keßlerstraße 18                         | Ruth Schapiro                      | Hier wohnte Ruth Schapiro Jg. 1925 deportiert 1941 Richtung Osten für tot erklärt                                                                                            |               |      |           |
| Keßlerstraße 18                         | Isidor Forchheimer                 | Hier wohnte Isidor Forchheimer Jg. 1887 deportiert 1941 Riga ermordet |               |      |           |
| Keßlerstraße 18                         | Johanna Forchheimer                | Hier wohnte Johanna Forchheimer geb. Michels Jg. 1888 deportiert 1941 Riga ermordet                                                                                          |               |      |           |
| Keßlerstraße 24                         | Carola Freudenthal                 | Hier wohnte Carola Freudenthal Jg. 1930 deportiert 1941 Riga ermordet | 12. Sep. 2013 |      |           |
| Keßlerstraße 24                         | Else Freudenthal                   | Hier wohnte Else Freudenthal geb. Guth Jg. 1896 deportiert 1941 Riga ermordet                                                                                                | 12. Sep. 2013 |      |           |
| Keßlerstraße 24                         | Viktor Freudenthal                 | Hier wohnte Viktor Freudenthal Jg. 1896 Zwangsarbeit 1940 Tiefbauamt Bamberg deportiert 1941 Riga 1944 Stutthof ermordet 2.3.1945 Buchenwald                                 | 12. Sep. 2013 |      |           |
| Keßlerstraße 24                         | Familie Guth                       | Hier wohnte Charlotte Guth geb. Hirschmann Jg. 1864 deportiert 1942 Theresienstadt ermordet in Treblinka                                                                     | 12. Sep. 2013 |      |           |
| Keßlerstraße 26                         | Philipp Fischmann                  | Hier wohnte Philipp Fischmann Jg. 1878 „Schutzhaft“ 1938 Gefängnis Bamberg deportiert 1941 Riga ermordet                                                                     | 9. März 2022  |      |           |
|                                         | Gitta Fischmann                    | Hier wohnte Gitta Fischmann geb. Friessner Jg. 1894 deportiert 1941 Riga ermordet                                                                                            | 9. März 2022  |      |           |
| Kleberstraße 35                         | Siegfried Buchstein                | Hier wohnte Siegfried Buchstein Jg. 1863 Berufsverbot 1935 denunziert, verhaftet 1939 Gefängnis Bayreuth, Bamberg 1940 Schicksal unbekannt                                   |               |      |           |
| Kunigundendamm 20                       | Gustav Fleischmann                 | Hier wohnte Gustav Fleischmann Jg. 1891 „Schutzhaft“ 1938 Dachau Flucht 1939 Chile                                                                                           |               |      |           |
| Kunigundendamm 20                       | Margarete Fleischmann              | Hier wohnte Margarete Fleischmann geb. Cahn Jg. 1901 Flucht 1939 Chile |               |      |           |
| Kunigundendamm 20                       | Anneliese Fleischmann              | Hier wohnte Anneliese Fleischmann Jg. 1922 Flucht 1939 Chile |               |      |           |
| Kunigundendamm 20                       | Ernst Otto Fleischmann             | Hier wohnte Ernst Otto Fleischmann Jg. 1925 Flucht 1939 Chile |               |      |           |
| Kunigundendamm 20                       | Paul Fleischmann                   | Hier wohnte Paul Fleischmann Jg. 1928 Flucht 1939 Chile |               |      |           |
| Ludwigstraße 6 Bahnhofsvorplatz         | Ferdinand Rapiteau                 | Hier erschossen Ferdinand Rapiteau Jg. 1905 franz. Soldat Kriegsgefangener tot 19.7.1941                                                                                     |               |      |           |
| Luitpoldstraße 4                        | Luise Kohn                         | Hier wohnte Luise Kohn geb. Freitag Jg. 1880 deportiert 1941 Riga ermordet                                                                                                   |               |      |           |
| Luitpoldstraße 4                        | Benno Kohn                         | Hier wohnte Benno Kohn Jg. 1872 deportiert 1941 Riga ermordet |               |      |           |
| Luitpoldstraße 16 (Lage)                | Hans Wölfel                        | Hier wohnte Hans Wölfel Jg. 1902 verhaftet 1943 Gefängnis Brandenburg ermordet 1944                                                                                          |               |      |           |
| Luitpoldstraße 16 (Lage)                | Babette Bernet                     | Hier wohnte Babette Bernet geb. Kaltenbacher Jg. 1867 deportiert 1942 Theresienstadt ermordet 30.1.1943                                                                      |               |      |           |
| Luitpoldstraße 26 (Lage)                | Albert Walter                      | Hier wohnte Albert Walter Jg. 1888 deportiert Riga ermordet Nov. 1941 |               |      |           |
| Luitpoldstraße 26 (Lage)                | Milly Walter                       | Hier wohnte Milly Walter geb. Haas Jg. 1899 deportiert Riga ermordet Nov. 1941                                                                                               |               |      |           |
| Luitpoldstraße 26 (Lage)                | Helga Walter                       | Hier wohnte Helga Walter Jg. 1928 deportiert Riga erschossen 1942 |               |      |           |
| Luitpoldstraße 27                       | Karolina Löbl                      | Hier wohnte Karolina Löbl Jg. 1861 deportiert 1942 Theresienstadt ermordet 1942 in Treblinka                                                                                 |               |      |           |
| Luitpoldstraße 28 (Lage)                | Samuel Palm                        | Hier wohnte Samuel Palm Jg. 1877 deportiert 1942 Izbica ermordet |               |      |           |
| Luitpoldstraße 28 (Lage)                | Emilie Palm                        | Hier wohnte Emilie Palm geb. Anspacher Jg. 1885 deportiert 1942 Izbica ermordet                                                                                              |               |      |           |
| Luitpoldstraße 32 (Lage)                | Albert Aron                        | Hier wohnte Albert Aron Jg. 1871 deportiert 1942 Theresienstadt tot in Minsk                                                                                                 |               |      |           |
| Luitpoldstraße 32 (Lage)                | Berta Aron                         | Hier wohnte Berta Aron geb. Freudenberger Jg. 1880 deportiert 1942 tot in Theresienstadt                                                                                     |               |      |           |
| Luitpoldstraße 32 (Lage)                | Willy Aron                         | Hier wohnte Willy Aron Jg. 1907 Im Widerstand verhaftet 10.3.1933 Gefängnis Bamberg Dachau 13.5.1933 misshandelt/gefoltert tot 17.5.1933                                     | 7. Dez. 2004  |      |           |
| Luitpoldstraße 40                       | Grete Bing                         | Hier wohnte Grete Bing geb. Hesslein Jg. 1872 gedemütigt/entrechtet Flucht in den Tod 14.11.1938                                                                             |               |      |           |
| Luitpoldstraße 40                       | Maria Bickart                      | Hier wohnte Maria Bickart geb. Gutmann Jg. 1871 deportiert 1942 Theresienstadt ermordet 2.11.1942                                                                            |               |      |           |
| Luitpoldstraße 47                       | Rosa Rossheimer                    | Hier wohnte Rosa Rossheimer geb. Kaufmann Jg. 1881 deportiert 1942 Izbica ermordet                                                                                           | 25. Apr. 2013 |      |           |
| Luitpoldstraße 47                       | Hugo Rossheimer                    | Hier wohnte Hugo Rossheimer Jg. 1873 deportiert 1942 Izbica ermordet | 25. Apr. 2013 |      |           |
| Luitpoldstraße 47                       | Emma Rossheimer                    | Hier wohnte Emma Rossheimer geb. Iglauer Jg. 1875 deportiert 1942 Theresienstadt ermordet 8.4.1944                                                                           | 25. Apr. 2013 |      |           |
| Luitpoldstraße 47                       | Max Rossheimer                     | Hier wohnte Max Rossheimer Jg. 1871 deportiert 1942 Theresienstadt ermordet 11.3.1944                                                                                        | 25. Apr. 2013 |      |           |
| Luitpoldstraße 47                       | Bernhard Bettmann                  | Hier wohnte Bernhard Bettmann Jg. 1875 „Schutzhaft“ 1938 Gefängnis Bamberg deportiert 1942 Transit-Ghetto Krasniczyn ermordet                                                | 24. Okt. 2023 |      |           |
| Luitpoldstraße 47                       | Bertha Bettmann                    | Hier wohnte Bertha Bettmann geb. Rossmann Jg. 1883 gedemütigt/entrechtet Flucht in den Tod 11. Jan. 1942                                                                     | 24. Okt. 2023 |      |           |
| Luitpoldstraße 48                       | Rosa Walter                        | Hier wohnte Rosa Walter geb. Kohn Jg. 1884 deportiert 1941 Riga ermordet | Sep. 2010     |      |           |
| Luitpoldstraße 48                       | Irma Walter                        | Hier wohnte Irma Walter Jg. 1910 deportiert 1942 Izbica ermordet | Sep. 2010     |      |           |
| Luitpoldstraße 48                       | Sally Walter                       | Hier wohnte Sally Walter Jg. 1940 deportiert 1942 Izbica ermordet | Sep. 2010     |      |           |
| Luitpoldstraße 48                       | Rosa Kohn                          | Hier wohnte Rosa Kohn geb. Dorn Jg. 1889 deportiert 1941 Riga ermordet | 25. Apr. 2013 |      |           |
| Luitpoldstraße 48                       | Ignaz Kohn                         | Hier wohnte Ignaz Kohn Jg. 1886 deportiert 1941 Riga ermordet | 25. Apr. 2013 |      |           |
| Luitpoldstraße 48                       | Herrmann Dorn                      | Hier wohnte Herrmann Dorn Jg. 1865 deportiert 1942 Theresienstadt ermordet 23.2.1943                                                                                         |               |      |           |
| Marienplatz 12                          | Chaja Anja Reuß                    | Hier wohnte Chaja Anja Reuss geb. Günsburg Jg. 1886 unfreiwillig verzogen 1933 Berlin Flucht UdSSR überlebt                                                                  | 12. Sep. 2013 |      |           |
| Marienplatz 12                          | Friedrich Reuß                     | Hier wohnte Dr. Friedrich Reuss Jg. 1889 „Schutzhaft“ 1933 1933 Berufsverbot unfreiwillig verzogen 1933 Berlin Flucht UdSSR Tot 15.12.1935                                   | 12. Sep. 2013 |      |           |
| Marienplatz 12                          | Margarete Liselotte Reuß           | Hier wohnte Margarete Lieselotte Reuss Jg. 1920 unfreiwillig verzogen 1933 Berlin Flucht UdSSR überlebt                                                                      | 12. Sep. 2013 |      |           |
| Markusplatz 1 (Lage)                    | Josef Prenner                      | Hier wohnte Josef Prenner Jg. 1903 im Widerstand Rote Kämpfer Berufsverbot 1933 seit 1936 inhaftiert 1944 Strafbataillon 999 Buchenwald entlassen 27.9.1944                  | 4. Nov. 2016  |      |           |
| Markusplatz 3                           | Nathan Gabriel Kahn                | Hier geboren Nathan Gabriel Kahn Jg. 1927 Flucht Holland interniert Westerbork deportiert 1944 Theresienstadt ermordet 9.11.1944 Auschwitz                                   | 29. Mai 2015  |      |           |
| Markusplatz 3                           | Suse Kahn                          | Hier geboren Suse Kahn Jg. 1929 Flucht Holland interniert Westerbork deportiert 1944 Theresienstadt ermordet 6.10.1944 Auschwitz                                             | 29. Mai 2015  |      |           |
| Markusstraße 7a (Lage)                  | Martha Wassermann                  | Hier wohnte Martha Wassermann geb. Nathansohn Jg. 1878 deportiert 1942 Izbica ermordet                                                                                       |               |      |           |
| Maximiliansplatz 1 / Ecke Fleischstraße | Dr. Alfred Baehr                   | Hier wohnte Dr. Alfred Baehr Jg. 1899 Flucht 1938 USA |               |      |           |
| Maximiliansplatz 1 / Ecke Fleischstraße | Ingeborg Lydia Baehr               | Hier wohnte Ingeborg Lydia Baehr verh. Hirschhorn Jg. 1927 Flucht 1938 USA                                                                                                   |               |      |           |
| Maximiliansplatz 1 / Ecke Fleischstraße | Josef Hellmann                     | Hier wohnte Josef Hellmann Jg. 1874 Flucht 1940 Dominikanische Republik USA                                                                                                  |               |      |           |
| Maximiliansplatz 1 / Ecke Fleischstraße | Katinka Baehr                      | Hier wohnte Katinka Baehr geb. Hellmann Jg. 1902 Flucht 1938 USA |               |      |           |
| Michael-Rümmer-Straße 6                 | Anton Langhammer                   | Hier wohnte Anton Langhammer Jg. 1924 ‘Fahnenflucht’ erschossen 7.4.1945 in Bamberg                                                                                          |               |      |           |
| Mittlerer Kaulberg 37                   | Adam Kaim                          | Hier wohnte Adam Kaim Jg. 1913 im Widerstand/KJVD „Schutzhaft“ 1933 Dachau 1937 Spanien auf dem Weg verhaftet Dachau, Mauthausen überlebt                                    |               |      |           |
| Obere Karolinenstraße 4a                |                                    | 16. Dezember 1942 Der Himmlerbefehl sog. Auschwitz-Erlass Deportation der Sinti und Roma nach Auschwitz Für viele ein Todesurteil In Bamberg wohnte die Sinti-Familie Seeger |               |      |           |
| Obere Karolinenstraße 4a                | Johnny Seeger                      | Johnny Seeger Jg. 1940 deportiert 1943 Auschwitz ermordet 22.4.1943 |               |      |           |
| Obere Karolinenstraße 4a                | Loni Seeger                        | Loni Seeger Jg. 1936 deportiert 1943 ermordet in Auschwitz |               |      |           |
| Obere Karolinenstraße 4a                | Aslan Seeger                       | Aslan Seeger Jg. 1925 deportiert 1943 Auschwitz 1944 Buchenwald befreit Dora-Sangershausen                                                                                   |               |      |           |
| Obere Karolinenstraße 4a                | Friedel Seeger                     | Friedel Seeger Jg. 1926 deportiert 1943 Auschwitz 1944 Buchenwald befreit Dora-Sangershausen                                                                                 |               |      |           |
| Obere Karolinenstraße 4a                | Hans Seeger                        | Hans Seeger Jg. 1931 deportiert 1943 Auschwitz 1944 Buchenwald 1945 Flossenbürg auf Transport Dachau befreit                                                                 |               |      |           |
| Obere Karolinenstraße 4a                | Paul Seeger                        | Paul Seeger Jg. 1902 deportiert 1943 Auschwitz im Widerstand 16.5.1944 Aufstand 'Zigeunerlager' 1944 Buchenwald 1945 Flossenbürg auf Transport Dachau befreit                |               |      |           |
| Obere Karolinenstraße 4a                | Klara-Mia Seeger                   | Klara-Mia Seeger geb. Emler Jg. 1902 deportiert 1943 Auschwitz ermordet 1943                                                                                                 |               |      |           |
| Obere Karolinenstraße 4a                | Erwin Seeger                       | Erwin Seeger Jg. 1927 deportiert 1943 Auschwitz 1944 Buchenwald befreit Dora-Sangershausen                                                                                   |               |      |           |
| Obere Königstraße 16                    | Bella Fleischmann geb. Schwed      | Hier wohnte Bella Fleischman geb. Schwed Jg. 1896 Flucht 1939 USA |               |      |           |
| Obere Königstraße 16                    | Heinz Fleischmann                  | Hier wohnte Heinz Fleischmann Jg. 1924 Flucht 1939 USA |               |      |           |
| Obere Königstraße 16                    | Jakob Fleischmann                  | Hier wohnte Jakob Fleischmann Jg. 1880 Flucht 1939 USA |               |      |           |
| Obere Königstraße 16                    | Mathilde Ruth Fleischmann          | Hier wohnte Mathilde Ruth Fleischmann Jg. 1921 Flucht 1939 USA |               |      |           |
| Obere Königstraße 16                    | Walter Fleischmann                 | Hier wohnte Walter Fleischmann Jg. 1920 Flucht 1939 USA |               |      |           |
| Obere Sandstraße 13                     | Rosa Koburger                      | Hier wohnte Rosa Koburger Jg. 1882 deportiert 1942 Izbica ermordet |               |      |           |
| Ottostraße 7                            | Sophie Grünebaum                   | Hier wohnte Sophie Grünebaum geb. Klein Jg. 1875 deportiert 1942 Theresienstadt ermordet 1944 in Auschwitz                                                                   |               |      |           |
| Ottostraße 15                           | Paula Fleischmann                  | Hier wohnte Paula Fleischmann geb. Mayer Jg. 1887 deportiert 1941 Riga ermordet                                                                                              |               |      |           |
| Ottostraße 15                           | Oskar Fleischmann                  | Hier wohnte Oskar Fleischmann Jg. 1882 deportiert 1941 Riga ermordet |               |      |           |
| Promenade 5 (Lage)                      | Betty Fried                        | Hier wohnte Betty Fried geb. Bachmann Jg. 1867 deportiert 1942 Theresienstadt ermordet 1942 Treblinka                                                                        |               |      |           |
| Promenade 6 (Lage)                      | Martha Morgenroth                  | Hier wohnte Martha Morgenroth geb. Cohen Jg. 1887 deportiert 1941 Riga ermordet                                                                                              |               |      |           |
| Roppeltsgasse                           | Bernard Delachaux                  | Hier erschossen Bernard Delachaux Jg. 1914 französischer Soldat Kriegsgefangener tot 23.3.1942                                                                               |               |      |           |
| Schillerplatz 14                        | Nanni Katten                       | Hier wohnte Nanni Katten geb. Moses Jg. 1871 1940 Regensburg deportiert 1942 Theresienstadt ermordet 5.3.1943                                                                |               |      |           |
| Schönleinsplatz 2                       | Helene Eckstein                    | Hier wohnte Helene Eckstein Jg. 1893 Zwangsumzug 1942 Fürth ‘Judenhaus’ deportiert 1943 Theresienstadt 1944 Auschwitz ermordet                                               | 4. Nov. 2016  |      |           |
| Schützenstraße 20                       | Claus Schenk Graf von Stauffenberg | Hier wohnte Claus Schenk Graf von Stauffenberg Jg. 1907 erschossen 21.7.1944 Berlin / Bendlerblock                                                                           |               |      |           |
| Schützenstraße 20                       | Anna Freifrau von Lerchenfeld      | Hier wohnte Anna Freifrau von Lerchenfeld geb. Freiin von Stackelberg Jg. 1880 verschleppt 1944 ermordet 6.2.1945 Matzkau / Danzig                                           |               |      |           |
| Trimbergstraße 17                       | Artur Ulmann                       | Hier wohnte Artur Ulmann Jg. 1888 verhaftet 1944 KZ Flossenbürg ermordet 25.2.1945                                                                                           |               |      |           |
| Untere Brücke 2                         | Regina Brief                       | Hier wohnte Regina Brief Jg. 1888 deportiert 1942 Izbica ermordet |               |      |           |
| Untere Brücke 2                         | Markus Brief                       | Hier wohnte Markus Brief Jg. 1895 deportiert 1942 Izbica ermordet |               |      |           |
| Untere Königstraße 2                    | David Tewel Königsbuch             | Hier wohnte David Tewel Königsbuch Jg. 1886 Flucht 1939 Belgien interniert Drancy deportiert 1942 ermordet in Auschwitz                                                      |               |      |           |
| Untere Königstraße 2                    | Lea Königsbuch                     | Hier wohnte Lea Königsbuch geb. Kornguth Jg. 1887 Flucht 1939 Belgien interniert Drancy deportiert 1942 ermordet in Auschwitz                                                |               |      |           |
| Untere Königstraße 2                    | Moritz Frank                       | Hier wohnte Moritz Frank Jg. 1895 „Schutzhaft“ 1938 Dachau 1940 Zwangsarbeit Tiefbauamt Bamberg deportiert 1941 Riga ermordet                                                |               |      |           |
| Untere Königstraße 2                    | Helene Frank                       | Hier wohnte Helene Frank geb. Götz Jg. 1898 deportiert 1941 Riga ermordet |               |      |           |
| Untere Sandstraße 20                    | Heinrich Karl                      | Hier wohnte Heinrich Karl Jg. 1869 verhaftet 1942 Dachau ermordet 6.7.1942                                                                                                   |               |      |           |
| Vorderer Bach 4                         | Ida Katz                           | Hier wohnte Ida Katz geb. Früh Jg. 1887 deportiert 1943 Auschwitz ermordet                                                                                                   |               |      |           |
| Vorderer Bach 4                         | Berthold Katz                      | Hier wohnte Berthold Katz Jg. 1885 deportiert 1943 Auschwitz ermordet |               |      |           |
| Vorderer Bach 4                         | Julius Katz                        | Hier wohnte Ernst Julius Katz Jg. 1928 deportiert 1943 Auschwitz ermordet |               |      |           |
| Vorderer Bach 7                         | Maria Brandis                      | Hier wohnte Maria Brandis Jg. 1865 deportiert Theresienstadt tot 23.1.1943                                                                                                   |               |      |           |
| Willy-Lessing-Straße 1                  | Elsa Wassermann                    | Hier wohnte Elsa Wassermann geb. Neuburger Jg. 1882 deportiert 1941 Riga ermordet                                                                                            | 25. Apr. 2013 |      |           |
| Willy-Lessing-Straße 1                  | Alice Wassermann                   | Hier wohnte Alice Wassermann Jg. 1906 deportiert 1941 Riga ermordet | 25. Apr. 2013 |      |           |
| Willy-Lessing-Straße 1                  | Edith Wassermann                   | Hier wohnte Edith Wassermann Jg. 1910 deportiert 1941 Riga ermordet | 25. Apr. 2013 |      |           |
| Willy-Lessing-Straße 2 (Lage)           | Emma Hellmann                      | Hier wohnte Emma Hellmann geb. Goldschmiedt Jg. 1867 deportiert 1942 Theresienstadt ermordet 24.9.1942 Treblinka                                                             |               |      |           |
| Willy-Lessing-Straße 8 (Lage)           | Willy Lessing                      | Hier wohnte Willy Lessing Jg. 1881 Opfer des Pogrom diffamiert/misshandelt tot 17.1.1939                                                                                     |               |      |           |
| Willy-Lessing-Straße 11                 | Justus Saalheimer                  | Hier wohnte Justus Saalheimer Jg. 1886 „Schutzhaft“ 1938 Dachau Flucht 1939 Palästina                                                                                        | 22. Aug. 2023 |      |           |
| Willy-Lessing-Straße 11                 | Gretel Saalheimer                  | Hier wohnte Gretel Saalheimer geb. Bickart Jg. 1895 Flucht 1939 Palästina | 22. Aug. 2023 |      |           |
| Willy-Lessing-Straße 12 (Lage)          | Albert Sulzbacher                  | Hier wohnte Albert Sulzbacher Jg. 1866 deportiert 1942 Theresienstadt ermordet 11.1.1943                                                                                     | 25. Apr. 2013 |      |           |
| Willy-Lessing-Straße 12 (Lage)          | Frieda Sulzbacher                  | Hier wohnte Frieda Sulzbacher Geb. May Jg. 1876 deportiert 1942 Theresienstadt ermordet 14.2.1943                                                                            | 25. Apr. 2013 |      |           |
| Willy-Lessing-Straße 12 (Lage)          | Elise Kupfer                       | Hier wohnte Elise Kupfer geb. Hesslein Jg. 1878 Flucht 1939 Holland interniert Westerbork deportiert 1942 Auschwitz ermordet 26.10.1942                                      | 25. Apr. 2013 |      |           |
| Willy-Lessing-Straße 12 (Lage)          | Heinz Löwenherz                    | Hier wohnte Heinz Löwenherz Jg. 1902 Flucht 1939 Holland interniert Westerbork deportiert 1943 Auschwitz ermordet 30.4.1943                                                  | 25. Apr. 2013 |      |           |
| Willy-Lessing-Straße 12 (Lage)          | Hans Thomas David Löwenherz        | Hier wohnte Hans Thomas David Löwenherz Jg. 1937 interniert Westerbork deportiert 1942 ermordet in Auschwitz                                                                 | 25. Apr. 2013 |      |           |
| Willy-Lessing-Straße 12 (Lage)          | Hildegard Löwenherz                | Hier wohnte Hildegard Löwenherz geb. Kupfer Jg. 1905 Flucht 1939 Holland interniert Westerbork deportiert 1942 ermordet in Auschwitz                                         | 25. Apr. 2013 |      |           |
| Zinkenwörth 17                          | Hans H. Sommer                     | Hier wohnte Hans H. Sommer Jg. 1922 „Schutzhaft“ 1938 Gefängnis Bamberg unfreiwillig verzogen 1939 Frankfurt deportiert 1942 ermordet in Majdanek                            |               |      |           |
| Zinkenwörth 35                          | Albert Weil                        | Hier wohnte Albert Weil Jg. 1865 deportiert 1942 Theresienstadt ermordet 13.2.1943                                                                                           |               |      |           |
| Zinkenwörth 35                          | Sofie Weil                         | Hier wohnte Sofie Weil geb. Dornacher Jg. 1885 deportiert 1942 Theresienstadt ermordet 10.3.1944                                                                             |               |      |           |
| Zinkenwörth 35                          | Ruth Weil                          | Hier wohnte Ruth Weil Jg. 1923 Zwangsarbeit 1940 Kersdorf/Brandenburg deportiert 1943 ermordet in Auschwitz                                                                  |               |      |           |